# Ролон, Луис
Луис Роман Ролон (исп. Luis Román Rolón; род. 13 июля 1968, Вега-Баха) — пуэрто-риканский боксёр, представитель легчайших и наилегчайших весовых категорий. Выступал за сборную Пуэрто-Рико по боксу во второй половине 1980-х годов, победитель Панамериканских игр, участник летних Олимпийских игр в Сеуле. В период 1989—2000 годов боксировал на профессиональном уровне, был претендентом на титул чемпиона мира IBF.

## Биография
Луис Ролон родился 13 июля 1968 года в муниципалитете Вега-Баха, Пуэрто-Рико.

### Любительская карьера
Впервые заявил о себе в сезоне 1985 года, когда вошёл в состав пуэрто-риканской национальной сборной и побывал на чемпионате мира среди юниоров в Бухаресте, откуда привёз награду серебряного достоинства, выигранную в первой наилегчайшей весовой категории.
В 1986 году завоевал серебряную медаль на мировом первенстве в Рино, однако впоследствии его уличили в использовании запрещённых веществ и лишили этой награды.
В 1987 году одержал победу на Панамериканских играх в Индианаполисе и на чемпионате Центральной Америки и Карибского бассейна в Сан-Хосе.
Благодаря череде удачных выступлений удостоился права защищать честь страны на летних Олимпийских играх 1988 года в Сеуле — уже в первом поединке категории до 48 кг на стадии 1/16 финала встретился с тайцем Чатчаем Сасакулом и проиграл ему со счётом 2:3.

### Профессиональная карьера
Вскоре по окончании сеульской Олимпиады Ролон покинул расположение пуэрто-риканской сборной и в июле 1989 года успешно дебютировал на профессиональном уровне. Выступал с переменным успехом более десяти лет, провёл в общей сложности 24 боя, из них 19 выиграл (в том числе 12 досрочно), 4 проиграл, тогда как в одном случае была зафиксирована ничья.
Один из самых значимых боёв на профи-ринге провёл в июле 1998 года в США, встретившись с сильным американцем Марком Джонсоном (34-1), действующим чемпионом мира в наилегчайшем весе по версии Международной боксёрской федерации (IBF). Противостояние между ними продлилось все отведённые 12 раундов, в итоге судьи единогласным решением отдали победу Джонсону, сохранив за ним чемпионский пояс.
Также в феврале 1999 года Ролон оспаривал титул чемпиона Североамериканской боксёрской федерации (NABF) в легчайшем весе, но проиграл техническим нокаутом мексиканцу Адану Варгасу.